# 29
Het jaar 29 is het 29e jaar in de 1e eeuw volgens de christelijke jaartelling.

## Gebeurtenissen

### Italië
- Agrippina de Oudere en haar oudste zoon Nero Julius Caesar, worden door toedoen van keizer Tiberius en Lucius Aelius Seianus op valse beschuldigingen gevangengenomen en later dat jaar door de Senaat verbannen naar het eiland Pandateria.

### Balkan
- De Romeinen veroveren Serdica (huidige Sofia) en stichten de Romeinse kolonie Ulpia Serdica. De stad krijgt de status van municipium en een zelfstandig bestuur.

## Overleden
- Livia Drusilla, echtgenote van Imperator Caesar Augustus